# The Fraudulent Beggar
Pour plus de détails, voir Fiche technique et Distribution.
The Fraudulent Beggar est un film muet américain en noir et blanc sorti en 1901.

## Fiche technique
- Titre : The Fraudulent Beggar
- Producteur : Siegmund Lubin
- Format : Noir et blanc — 35 mm — 1,33:1 — Son : Muet
- Genre : comédie
- Date de sortie :
  - États-Unis : 23 mars 1901